# Се Сяньдэ
Се Сяньдэ́ (кит. 谢先德, пиньинь Xiè Xiāndé; род. 14 октября 1934) — китайский учёный, специалист в области минералогии рудных месторождений, минералогии метеоритов и ксенолитов земной мантии.

## Биография
Родился в 1934 году в уезде Чжэньцзян провинции Цзянсу. Когда ему исполнился один год, умер от туберкулеза отец, а спустя пять лет мать оставила сына на попечение бабушки и дедушки. Когда в 1937 году началась война с Японией, то эти места быстро оказались под японской оккупацией, семья Се лишилась всего своего имущества и долго бедствовала. После окончания войны с Японией последовала гражданская война, и лишь в 1949 году Се Сяньдэ смог пойти в среднюю школу, которую окончил в 1952 году. 
В 1952 году он поступил на геологический факультет Нанкинского университета, в 1953—1954 годах изучал русский язык в Пекине, а в 1954 году приехал в СССР, где поступил на горный факультет Новочеркасского политехнического института. В 1955 году он перевёлся в Днепропетровский горный институт, который с отличием закончил в 1959 году, получив квалификацию горного инженера-геолога.
В начале 1960-х годов изучал минералы боратов и сульфатов, открыл четыре новые минеральные разновидности: карбоборит, хунчжаоит, цинкоботриоген и цинкокопиапит. В 1960—1970-х годах Се Сяньдэ принимал участие в изучении последствий проведения подземных и наземных ядерных испытаний в Китае. По приглашению Геологической службы США в 1980—1981 годах работал в Соединённых Штатах. В 1979—1984 годах был заместителем директора Института геохимии Академии наук КНР, в 1985—1988 — директором этого института. В 1999—1997 годах был Председателем Отделения Академии наук КНР в провинции Гуандун, в 1996—2002 — председателем Научно-технического общества провинции Гуандун.

## Членство в академиях
- президент Международной минералогической ассоциации (1990—1994)
- почётный член Румынской ассоциации ученых (1991)
- иностранный член РАН (1994)
- член Американской ассоциации развития науки (1996)
- член Международной Евразийской академии наук (2001)

## Научные достижения
В начале 1960-х годов открыл четыре новые минеральные разновидности: карбоборит, хунчжаоит, цинкоботриоген и цинкокопиапит. Систематически изучал минеральный состав многих китайских метеоритов. В 2008 году стал одним из первооткрывателей нового минерала — чэнгодаита.
В честь Се Сяньдэ назван новый минерал — сеит, открытый в 2007 году в Суйчжоуском метеорите, упавшем в 1986 году.

## Избранные труды
- 谢先德、郑绵平、刘来保 《硼酸盐矿物》，科学出版社，北京，共270页。 （1965）
- Xie Xiande,Liu Laibao and Qian Ziqiang «Carboborite-a new carbonate borate mineral». Scientia Sinica, l.13 ⑸：813-821. （1964）
- Xie Xiande and Chao,E.C.T. «The Variation Range of Optical Constants and Distribution Characteristics of Shock Lamellae in Shock Metamorphosed Quartz». Geochemistry,4 ⑵： 93—113. （1985）
- 谢先德、查福标 《硼酸盐矿物物理学》，地震出版社，北京，共171页。（1993）
- 谢先德、查福标等 《中国宝玉石矿物物理学》，广东科技出版社，广州，共272页。（1999）
- Xie Xiande, Chen Ming, Dai Chengda, El Goresy A. and Gillet P. «A comparative study of naturally and experimentally shocked chondrites», Earth and Planetary Science Letters,187 （3-4）： 345—356. （2001）
- Xie Xiande, Minitti M.E., Chen Ming, Wang Deqiang, Mao Ho-kwang, Shu Jinfu and Fei Yingwei «Natural high-pressure polymorph of merrillite in the shock vein of the Suizhou meteorite», Geochimica et Cosmochimica Acta,66： 2439—2444. （2002）
- 谢先德，朱照宇，覃幕陶，陈俊仁，文启忠 《广东沿海地质环境与地质灾害》，广东科技出版社，广州，共357页。（2003）
- Xie Xiande, Shu Jinfu, Chen Ming «Synchrotron radiation X-ray diffraction in-situ study of fine-grained minerals in shock veins of Suizhou meteorite», Science in China,Series D,48 ⑹： 815—821. （2005）
- 谢先德、陈鸣、王德强、王英 «动态高压下斜长石的熔融的玻璃化研究»，岩石学报，24⑵：503-509。 （2006）